# Mi-44 (航空機)
Mi-44
- 用途：汎用ヘリコプター
- 製造者：ミル
- 運用者：-

Mil Mi-44はミル設計局によってMi-34から開発されている汎用ヘリコプターである。

## 設計と開発
1980年代半ば、オムスク設計局はMi-44を具体化できる軽量で650馬力のTV-O-100エンジンの開発を始めた。このエンジンは離陸重量を1800kgに増加させ、最大速度260km/hでの運用を可能にした。ミルによって1986年から1987年にかけて研究が行われMi-34のもともとM-14V26ピストンエンジンをTV-O-100ガスタービンエンジンに置換するためには機体の変更が必要であると結論付けた。結果として製造されたモックアップではMi-34では床下にあった燃料タンクをギアボックスの下のコンパートメントに再配置する、安定板を尾部のキールビームに移動するなど多くの変更があった。
初期にはヘリはそれぞれ400馬力の2機の発動機を搭載することが求められていた。最も受け入れられた案は飛行中のヘリがより機敏にするTVID-450エンジンの案で、1988年ミルは2機のTVID-450エンジンを積んだMi-44の計画を提案している。設計はプロトタイプと比較して幾つかの小改編が行われた。エンジンの搭載は現在も議論されており、計画は現在も進行中である。

## 註
- V. R. Mikheev, "MVZ Mil – 50 years"